# Graham Higman

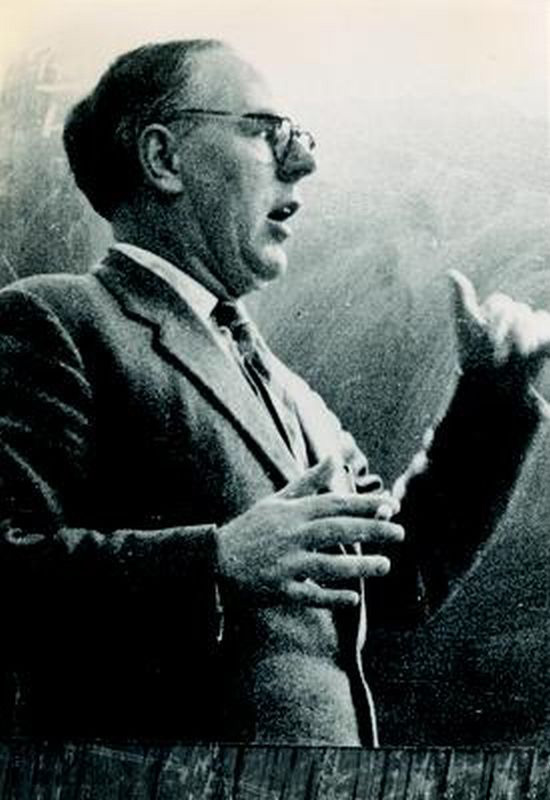
Graham Higman 1960

Graham Higman (* 19. Januar 1917 in Louth in Lincolnshire; † 8. April 2008 in Oxford) war ein englischer Mathematiker, der sich mit Algebra, speziell der Gruppentheorie, beschäftigte.

## Leben und Wirken
Higman war der Sohn eines Pfarrers und ging in Plymouth zur Schule. Er studierte dann mit einem Stipendium am Balliol College der Universität Oxford bei dem Topologen J. H. C. Whitehead, wo er 1941 mit The Units of Group‐Rings promoviert wurde. Danach war er ein Jahr an der Universität Cambridge bei Philip Hall. Während des Zweiten Weltkriegs arbeitete als Meteorologe in Nordirland und Gibraltar (er hatte sich vorher als Kriegsdienstverweigerer registrieren lassen). 1946 ging er als Lecturer an die Universität Manchester zu Max Newman. Gleichzeitig waren dort die Gruppentheoretiker Walter Ledermann und Bernhard Neumann. 1955 wurde er Lecturer in Oxford und kurz darauf Reader. 1958 wurde er Senior Research Fellow am Balliol College. 1960 bis 1984 war er als Nachfolger seines Lehrers Whitehead „Waynflete Professor of Pure Mathematics“ am Magdalen College in Oxford, dessen Fellow er 1960 wurde. 1984 emeritierte er in Oxford und wurde 1984 bis 1986 Professor an der University of Illinois.
Higman leistete viele wichtige Beiträge zur Gruppentheorie. 1949 (Embedding theorem for groups) führte er die HNN-Erweiterungen von Gruppen mit Bernhard Neumann und Hanna Neumann ein. 1956 schrieb er mit Philip Hall eine wichtige Arbeit (On the {\displaystyle p}-length of {\displaystyle p}-soluble groups and reduction theorems for Burnside's problem. Proceedings London Mathematical Society) über das eingeschränkte Burnside-Problem (das in den 1990er Jahren von Zelmanov gelöst wurde). Bekannt ist auch sein Einbettungssatz: Eine endlich erzeugte Gruppe kann in eine endlich präsentierte Gruppe eingebettet werden genau dann, wenn sie rekursiv präsentiert werden kann. In den 1960er Jahren arbeitete er über die gerade von Zvonimir Janko entdeckten sporadischen einfachen Gruppen (er konstruierte {\displaystyle J_{3}} zusammen mit John McKay) und auch über die Higman-Sims-Gruppe, die aber nicht nach ihm, sondern nach dem US-Amerikaner Donald G. Higman (1928–2006) benannt ist. Er war zwar 1960/61 an der Universität Chicago, wo zu der Zeit ein Gruppentheorie-Seminar das Klassifikationsprogramm der endlichen einfachen Gruppen in Gang setzte, hielt sich selbst aber abseits der intensiv einsetzenden Arbeiten an der Klassifikation. 1988 erschien sein Buch mit Elizabeth Scott Existentially closed groups (Clarendon Press, Oxford).
Higman wurde 1958 als Mitglied („Fellow“) in die Royal Society aufgenommen, die ihm 1979 die Sylvester-Medaille verlieh. Von 1965 bis 1967 war er Präsident der London Mathematical Society, deren Berwick-Preis er 1962 und deren De-Morgan-Medaille er 1974 erhielt. Er war der Gründer des Journal of Algebra, dessen Herausgeber er 1964 bis 1984 war. 1958 war er Invited Speaker auf dem Internationalen Mathematikerkongress in Edinburgh (Lie ring methods in the theory of finite nilpotent groups).
Aus seiner Dissertation stammt das Isormophismusproblem für Gruppenringe (zum Beispiel über den ganzen Zahlen) und eine entsprechende Vermutung. Sie wurde für einige Gruppen bestätigt (Klaus W. Roggenkamp, Leonard Scott, 1980er Jahre), insgesamt aber widerlegt (Martin Hertweck, Stuttgart 2001).
Zu seinen Doktoranden zählen Stephen D. Smith, Peter Neumann, John Mackintosh Howie und Jonathan Alperin.
1936 bis 2001 war er auch Methodisten-Prediger in Oxford (Wesley Memorial Church). Er war ein passionierter Vogelbeobachter. Higman war von 1941 bis zum Tod seiner Frau 1981 verheiratet und hatte fünf Söhne und eine Tochter.

## Belege und Anmerkungen
1. ↑  erschienen in: Proceedings of the London Mathematical Society. Serie 2, Band 46, Nr. 1, 1940, S. 231–248, doi:10.1112/plms/s2-46.1.231.
2. ↑  Graham Higman im Mathematics Genealogy Project (englisch) abgerufen am 19. April 2025.
3. ↑  Subgroups of finitely presented groups. In: Proceedings of the Royal Society of London. Series A: Mathematical and Physical Sciences. Band 262, Nr. 1311, 1961, S. 455–475, JSTOR:2414348.
4. ↑  damit sind eine endliche Anzahl von Generatoren und Relationen zwischen diesen gemeint
5. ↑  über eine Verwandtschaft ließ sich bei ihrem Zusammentreffen 1966 nichts herausfinden, seine Vorfahren stammten aber aus derselben Gegend in Cornwall
6. ↑  Eintrag zu Higman; Graham im Archiv der Royal Society, London